# Petr Robejšek
Petr Robejšek (* 10. prosince 1948 Zlín) je český politolog, ekonom, komentátor a publicista, který žil od roku 1975 v Německu. Od roku 2016 pobývá v souvislosti se svou politickou činností převážně v České republice. Mediálně je známý jako kritik Evropské unie, jejích představitelů a politiky, od listopadu 2016 též jako ústřední postava politické strany Realisté. Tou zůstal až do zániku strany v létě 2019.

## Život

### Studium a povolání
Na Karlově univerzitě v Praze vystudoval sociologii a sociální psychologii. Po emigraci z Československa v roce 1975 studoval na Univerzitě Hamburk národní hospodářství, posléze se zde habilitoval v politických vědách (jako Dr. habil.). V letech 1982 až 1998 byl vědeckým pracovníkem v soukromém vzdělávacím středisku „Dům Rissen“ (Internationales Institut für Politik und Wirtschaft, Haus Rissen – Mezinárodní institut pro politiku a hospodářství) v Hamburku. V období 1998 až 2007 byl Robejšek výkonným ředitelem (Geschäftsführender Direktor) této instituce. Od července 2007 působí jako nezávislý poradce pro strategické otázky na volné noze. Byl konzultantem např. firem Daimler-Benz, Siemens, Allianz, Airbus či Generali a také německých ozbrojených sil (Bundeswehru).
Na objednávku českého ministerstva zahraničí v roce 2003 zpracovával studii Výzvy a úkoly české ekonomické diplomacie. Byl členem správní rady think tanku Institut 2080, z. ú., kterou opustil těsně před založením politické strany Realisté 23. listopadu 2016. Patří k zakládajícím členům německé sekce Římského klubu, taktéž je členem Rotary klubu a hamburského Übersee-Clubu. Dlouhodobě spolupracoval s CEVRO Institutem a byl např. garantem kurzu Mezinárodní vztahy na Liberálně-konzervativní akademii.
Dne 28. října 2016 obdržel od prezidenta republiky Miloše Zemana Medaili Za zásluhy I. stupně, konkrétně za zásluhy o stát v oblasti školství.

### Publikační činnost
Po roce 1989 přispíval i do českých médií, psal články např. pro časopisy Respekt, Reflex či Týden, píše blog, občas píše do českých novin, např. Lidových novin, a často vystupuje v Českém rozhlase a České televizi. V roce 1992 publikoval studii o bezpečnosti Obrana bez armády... a v roce 2006 mu vyšla kniha Svět viděný z Řípu. V roce 2008 se podílel příspěvkem na sborníku Maastrichtská smlouva: patnáct let poté a v roce 2011 na sborníku 11. září 2001: Deset let poté (oba pro Institut Václava Klause).

#### Plagiátorská kauza
Časopis Respekt zveřejnil v informaci, že podle etické komise Německé asociace politických věd se Robejšek v roce 2003 dopustil plagiátorství, když opisoval z cizího článku, aniž tento pramen uvedl. Skutečným autorem původního textu z roku 2000 byl politolog Gregor Walter z univerzity v Brémách. Robejšek se k tomu vyjádřil, že se cítí „svým způsobem vinen“, ale také podveden studentem, kterého si najal na sehnání podkladů pro svou práci. V rozhovoru pro Deník mimo jiné uvedl: „Řekl jsem stážistovi z mého institutu, aby mi udělal rešerši k tomuto tématu. On mi sice výpisky dodal, ale svou práci si usnadnil tím, že to opsal z jedné jediné publikace, což mi neřekl. Text jsem opatřil svými poznámkami a odeslal ho do sborníku. Samozřejmě mě ta kauza velice mrzí, protože na mém čistém štítu se objevila, byť i domnělá, skvrna.“ Tento názor byl ale podle etické komise lichý (argumentovala tím, že Robejšek neuvedl studenta jako spoluautora a vydával práci výhradně za svou) a Robejškův čin označila za nepřípustný přečin proti akademickým pravidlům. V reakci na vyjádření etické komise se magazín ZIB (Časopis pro mezinárodní vztahy), odkud Robejšek (potažmo jeho spolupracovník) opisoval, rozhodl, že tento autor má na jeho stránky jednou provždy vstup zakázán. Respekt dále informoval o tom, že již v roce 1998 s Robejškem ukončil spolupráci časopis Mezinárodní politika vydávaný Ústavem mezinárodních vztahů, poté co autor text pro toto periodikum v mírně upravené verzi nabídl i rakouskému odbornému časopisu. Nicméně republikace článků jsou při dodržení určitých pravidel možné a z článku Respektu nevyplývá, že by Robejšek porušil zákon (např. autorský). Dle etické komise ale byly porušeny nepsané etické akademické zákony, neboť pravidla republikace nebyla dodržena.

### Politická činnost
V listopadu 2016 založil v Česku politickou stranu nazvanou Realisté, která se profilovala jako středopravicová. Podle serveru Echo24 měla fungovat s podporou Marka Dospivy z investiční skupiny Penta. Objevily se spekulace, že by stranu měla podporovat přímo Penta, ta to ale ústy svého mluvčího odmítla. Skupina Penta vlastní mimo jiné vydavatelství Vltava Labe Media.
Ve volbách do Poslanecké sněmovny PČR v roce 2017 kandidoval Robejšek na posledním místě kandidátky strany Realisté v Praze.

## Názory a postoje

### Evropská unie
Robejšek je kritikem Evropské unie v její současné podobě, která podle něho omezuje nezávislost svých členů. Mediální a politické elity Západu jsou podle Robejška odtržené od reality a vytlačily běžného občana z procesu rozhodování. EU má podle Robejška smysl pouze tehdy, pokud se vrátí k původní myšlence a tou je EU jako zóna volného obchodu.
Robejšek se staví kriticky k imigrační „politice otevřených dveří“ některých západních států, zejména v souvislosti s evropskou migrační krizí. Evropské politické elity nesou za migrační krizi spoluzodpovědnost, protože jednou z příčin krize je podle Robejška jejich účast na „dobrodružství“ v Libyi a Sýrii. V listopadu 2015 Robejšek kritizoval německou kancléřku Angelu Merkelovou za její přístup k evropské migrační krizi.
Robejšek kritizuje politickou korektnost.
Česká republika podle Robejška tradičně náleží na Západ a největší politický přínos vstupu do EU vidí Robejšek v přesunu ČR do Západní Evropy, ačkoliv nesouhlasí se současnou podobou EU a s její politikou.
Zpětně v roce 2011 uvedl, že před řadou let odhadl zánik komunismu. Podle autorky textu Aleny Hechtové je mu též přisuzována předpověď krize Evropské měnové unie z doby kolem roku 2002, což však v rozhovoru částečně odmítl.

### Vztahy s Ruskem
V březnu 2014 napsal o způsobu vládnutí Vladimira Putina a Angely Merkelové: „Vladimir Putin je politik, který politickou technologii ovládá velmi dobře a vyzná se v ní tak, jako by četl Machiavelliho, a on ho jistě četl. ... [Angela Merkelová] provádí politiku, která je moderní, není tak ostentativně mocenská, ale bezesporu je inspirovaná rezervoárem myšlenek, které připisujeme právě Machiavellimu; zejména těch myšlenek, které se týkají toho, jak vládce udrží svoji moc.“
Robejšek v roce 2015 kritizoval konfrontační politiku západních vlád vůči Rusku. Podle Robejška je Rusko „používáno jako strašák“, a ačkoliv je nebezpečné, k čemuž přispěla i západní protiruská politika, tak „v žádném případě tak nebezpečné, jak je nám předkládáno“.

### Vztahy s USA
V roce 2003 Petr Robejšek mimo jiné navrhl a podporoval přemístění amerických základen z Německa do Čech.

## Dílo (česky, výběr)
- Obrana bez armády, Praha : Nadas, 1992, ISBN 80-7030-175-9
- Svět viděný z Řípu : zahraniční politika pro každého z nás, kresby Vladimír Jiránek, Praha : Alfa Publishing, 2006, ISBN 80-86851-55-9